# Горизонт планирования
Горизонт планирования (горизонт оценки, горизонт прогноза; англ. planning horizon, valuation horizon, forecast horizon) — прогнозный период ограниченной продолжительности, обычно сроком в пять — семь лет, при котором предприятие или организация планирует свои проекты или программы действий, иногда — продолжительность прогноза предприятия или организации.
По мнению Игоря Ансоффа, горизонт планирования — период, на который предприятие может составить свой прогноз с точностью ± 20 %.
Различные горизонты планирования могут быть классифицированы длительностью, например:
- краткосрочный (3—5 лет);
- среднесрочный (5—10 лет);
- долгосрочный (10 — 15 лет).

Иногда говорят о неопределённом горизонте (продлённом периоде, временном горизонте) — он находится вне рамках планирования проекта и может быть бесконечным периодом; в этом случае горизонт определённой длительности называется определённым горизонтом.